# 万世町 (静岡市)
万世町（まんせいちょう）は、静岡市清水区の地名。現行行政地名として万世町一丁目と万世町二丁目から成る。住居表示は実施済み。

## 地理
北で相生町と巴町、東で松原町、南で富士見町、西で上と千歳町に隣接する。
町の西側で巴川に面する。万世町一丁目は住宅地が広がる一方で、国道149号が通る万世町二丁目は一丁目に比べて商業施設が多い。

## 歴史

### 沿革
- 1896年（明治29年） - 巴川に橋が架けられ、「萬世橋」と名付けられる。
- 1905年（明治38年）6月23日
  - 入江受新田が入江町受新田から改称。
  - 清水受新田が清水町受新田から改称。
- 1914年（大正3年）7月31日 - 清水町入江受新田内に小字「万世町」が新設される。町名は「萬世橋」にちなむ。
- 1924年（大正13年）2月11日 - 清水町が入江町、不二見村、三保村と合併して清水市が発足。
- 1934年（昭和9年）5月1日
  - 万世町一丁目が入江受新田（一部）と清水受新田（一部）より新設。
  - 万世町二丁目が入江受新田（一部）より新設。
- 1961年（昭和36年）5月31日
  - 万世町一丁目の一部が富士見町一丁目に編入される。
  - 万世町二丁目の一部が富士見町一丁目、松原町一丁目に編入され、松原町一丁目・松原町二丁目の各一部を編入する。
- 1976年（昭和51年）7月1日
  - 万世町一丁目が住居表示化。
  - 万世町二丁目が松原町一丁目・松原町二丁目の各一部を編入して住居表示化。
- 2003年（平成15年）4月1日 - 清水市が静岡市と合併し、改めて静岡市が発足。万世町は「清水万世町」に改称。
- 2005年（平成17年）4月1日 - 静岡市が政令指定都市に移行し、旧町域は清水区となる。清水万世町は「万世町」に改称。

## 世帯数と人口
2021年（令和3年）9月30日現在の世帯数と人口は以下の通りである。
| 大字         | 世帯数  | 人口  |
| ------------ | ------- | ----- |
| 万世町一丁目 | 279世帯 | 424人 |
| 万世町二丁目 | 199世帯 | 388人 |
| 合計         | 478世帯 | 812人 |

## 小・中学校の学区
市立小・中学校に通う場合、学区は以下の通りとなる。
| 番・番地等 | 小学校                 | 中学校                 |
| ---------- | ---------------------- | ---------------------- |
| 全域       | 静岡市立清水浜田小学校 | 静岡市立清水第二中学校 |

## 交通

### 鉄道
- 町内に鉄道はない。

### バス
- しずてつジャストライン - 「万世町」停留所

### 道路
- 国道149号
- 静岡県道197号入江富士見線（万世町交差点にて終点）

## 施設
- 特養老人ホーム 巴の園
- 静岡中央銀行清水支店
- 静岡銀行清水支店
- 川口栄養料理学校
- のぞみ保育園
- パッケージプラザイトウ
- 協和電工本社